# Edmund Joseph Reilly
Edmund Joseph Reilly (* 25. März 1897 in College Point, New York City; † 3. November 1958 in Bay Ridge) war ein US-amerikanischer römisch-katholischer Geistlicher und Weihbischof in Brooklyn.

## Leben
Edmund Joseph Reilly besuchte das Cathedral Preparatory Seminary in Elmhurst. Anschließend studierte er Philosophie und Katholische Theologie am St. John’s Seminary in Brooklyn. Reilly empfing am 1. April 1922 durch den Bischof von Brooklyn, Thomas Edmund Molloy, das Sakrament der Priesterweihe.
Von 1922 bis 1943 war Edmund Joseph Reilly als Kurat der Kathedralbasilika St. Jakob in Brooklyn tätig. 1938 verlieh ihm Papst Pius XI. den Titel Päpstlicher Geheimkämmerer und 1940 Papst Pius XII. den Titel Päpstlicher Hausprälat. 1943 wurde Reilly Pfarrer der Pfarrei St. Thomas Aquinas in Flatbush. Ab 1946 war er Pfarrer der Pfarrei Our Lady of Angels in Bay Ridge. Später wurde er zudem Diözesanzeremoniar.
Am 15. März 1955 ernannte ihn Papst Pius XII. zum Titularbischof von Nepte und zum Weihbischof in Brooklyn. Der Bischof von Brooklyn, Thomas Edmund Molloy, spendete ihm am 7. Juni desselben Jahres in der Our Lady of Angels Church in Bay Ridge die Bischofsweihe; Mitkonsekratoren waren die Weihbischöfe in Brooklyn, Raymond Augustine Kearney und John Joseph Boardman. Sein Wahlspruch Regina coeli spes nostra („Himmelskönigin unsere Hoffnung“) ist aus dem Salve Regina abgeleitet. Als Weihbischof war Reilly weiterhin als Pfarrer der Pfarrei Our Lady of Angels in Bay Ridge tätig.
Edmund Joseph Reilly starb am 3. November 1958 infolge eines Herzinfarktes. Sein Grab befindet sich auf dem Mount Saint Mary Cemetery in Flushing. Die Bishop Reilly High School in Fresh Meadows wurde nach ihm benannt.